# Mbéré (rzeka)
Mbéré (również Logone Occidental lub Logone West) – rzeka w Afryce Centralnej i rzeka źródłowa rzeki Logon.

## Bieg rzeki
Rzeka wypływa na północ od Meïgangi na wyżynach Kamerunu, na płaskowyżu Baia, na wysokości ok. 1100 m n.p.m. Dane dotyczące rzeki nie są jednoznaczne. W większości przypadków jest identyfikowana z Logone Occidental. Na innych mapach jej nazwa zmienia się na Logone Occindental po połączeniu z Viną. W związku z tym podawany obszar zlewni wynosi 7430 km, a przepływ 114 m/s lub 21360 km, a przepływ 346 m/s.